# Ján II. Druget
Jan Druget (h) Humenský (maď. Drugeth János, de Homonna) byl uherský šlechtic a palatin z rodu Drugetů.

## Život
Nehrál žádnou významnou politickou roli. Zanechal však po sobě pět synů a stal se zakladatelem humenské větve Drugetů. 
Roku 1380 za Jana II. Drugeta se Humenské panství stalo dědičným panstvím rodu Drugetů, kteří začali používat příjmení "Homonnai". Drugetové vybudovali v Humenném gotické castellum (připomíná se roku 1449) a rodina Drugetů většinou pobývala v Humenném.